# 相模国分寺
相模国分寺（さがみこくぶんじ）は、神奈川県海老名市国分にある高野山真言宗の寺院。山号は東光山。院号は醫王院。本尊は薬師如来。
奈良時代に聖武天皇の詔により日本各地に建立された国分寺のうち、相模国国分僧寺の後継寺院にあたる。本項では現寺院とともに、古代寺院跡である相模国分寺跡・相模国分尼寺跡（ともに国の史跡）についても解説する。

## 概要
聖武天皇の発願によって建立された国分寺の1つ。奈良時代の8世紀中期に相模国分寺と相模国分尼寺（相模国分寺から北に約600mに位置）があわせて建立された。
平安時代の国史等では建立後に火災による焼失や地震による倒壊にあっており、発掘調査などから少なくとも3回は大規模な修理あるいは建て替えが行われたとみられる。10世紀には衰えたが、鎌倉時代に入って一旦修復されたと見られる。しかし室町時代から戦国時代にかけて再び衰微し、安土桃山時代から江戸時代にかけ、ようやく再興された。そして幕末から明治初年にかけて三たび衰えたが、明治時代に復興し現在に至っている。
鎌倉時代に作られた梵鐘は、国の重要文化財に指定されている。また、古代の寺院跡は国の史跡に指定されている。

## 歴史

### 創建・奈良時代

塔復元模型3分の1スケール。海老名中央公園に展示。

相模国分寺の創建に関して、その遺構が法隆寺式の伽藍配置を成すことから、豪族の氏寺として建てられた寺を8世紀半ば以降国分寺にしたと推測する説があった。しかし寺域内から奈良時代初期の住居とみられる建物跡が検出され、豪族の氏寺を国分寺に転用した説は否定されている。
また、相模の国分寺は元々は現在の小田原市にある千代廃寺であるとして、その後海老名の地に移転したとの説も出されている。しかし海老名の寺院跡において、発掘された瓦の形式などから創建は8世紀半ばと推定されるようになり、741年の聖武天皇の詔によって建立された国分寺である可能性が高まっている。しかし現在でも最初の相模国分寺が千代廃寺であったとの説も残っている。
相模国分寺の大きな謎の1つは、国分寺が相模国府の近くに建てられなかった可能性が高いことである。諸国国分寺は国府付近に建設される例が多いが、相模国の場合には国分寺の近くに国府と見られる遺構は現在のところ見つかっていない。相模国分寺の近くに未発見の初代相模国府があるとの説も残っているが、考古学の発掘調査成果としては、平塚市四之宮地区に広がる遺跡群が最初の相模国府であったとの説が有力である。1989年（平成元年）に同市四之宮の「稲荷前A遺跡」で「国厨」「大住厨」銘のある8世紀後半の墨書土器が出土したことや、2004年（平成16年）の湘南新道建設事業に伴う調査で四之宮の「六ノ域・坪ノ内遺跡」から国府脇殿と見られる8世紀前半の大型掘立柱建物跡が検出されたことで、相模国府は成立当初から大住郡（現・平塚市）にあり、後に余綾郡（現・中郡大磯町）へ移転したとするが有力化してきている。
国府から離れた場所に国分寺が建設された理由について未だ定説はないが、多くの関東地方の寺院建設に携わった壬生氏が、高座郡を根拠地としていたからではないかとの説がある。
国分尼寺については、出土瓦の年代や相模国分寺の南北軸とずれた配置などから、国分寺の創建よりも少し遅れて8世紀第4四半期頃に建立されたと考えられている。

### 平安時代

#### 地震・火災に伴う再建
9世紀に入ると、律令国家の衰退に伴って国分寺は火災や地震などに見舞われ、衰退が進行した。819年には火災に遭い（『類聚国史』）、878年には大地震（相模・武蔵地震）で本尊など仏像が破損したうえ、地震直後の火災で焼失したという（『日本三代実録』）。
発掘結果からも、国分寺は激しい火災に見舞われたことが明らかになっている。塔跡の近くからは七重塔の水煙と判断される金属製品が見つかっており、創建当時の水煙、何らかの理由で落下後に修復を受けた水煙、創建当時のものが失われた後に再鋳された水煙の、合計3期があったと見られている。また塔や僧坊など相模国分寺の建物も3期に分けられるとされ、それぞれ初回建立時、819年の火災後の再建、878年の地震とそれに伴う火災後の再建によると見る説がある。
しかし発掘結果の解釈によっては、国分寺の建物が焼失してしまった後、再建された跡が見られないとし、878年以降の相模国分寺の再建を疑問視する説もある。この場合、『日本三代実録』の881年の相模国分寺再建の記事や、『日本紀略』の940年の「相模国分寺の仏像が雨のような大汗をかいた」との記事との整合性が問題となる。そのため、878年の大地震の後に相模国分寺は別の場所に再建されたと推測する説もある。この場合、相模国分寺跡の南東側高台にあった上の台廃寺（伝薬師堂）が、再建先の候補のひとつとなる。
一方、国分尼寺の方は873年に漢河寺という寺に国分尼寺を移転したが、878年の大地震で漢河寺が倒壊したため、881年にもとの国分尼寺に戻ったとの記録がある。発掘結果からもそれらの記述を裏付けるように、最初の礎石の上に建立された瓦葺の建物が焼失した後に、掘立柱の茅葺と推定される建物が再建されていることが判明している。最初の建物の焼失は発掘結果から9世紀後半と推定され、漢河寺への国分尼寺の移転は火事による焼失が原因であった可能性が指摘されている。なお国分尼寺については881年以後まもなく、再度漢河寺に移されたとの説もある。しかし現在のところ漢河寺があった場所は不明である。

#### 衰えと成勝寺の末寺化
国分寺と国分尼寺は、9世紀以降衰退していった。例として、国分寺や国分尼寺で用いられた瓦が9世紀代に近隣の竪穴建物跡で転用されているのが確認されており、国分尼寺では878年の大地震後に再建されたとみられる茅葺の掘立柱の建物も、やがて再び焼失したことが明らかになっている。出土した土器などから、国分尼寺は10世紀末頃まではその機能を維持していたものと考えられている。
1008年に相模守の任期を終えた平孝義は前任者が残した相模国の雑官物実録帳（公的な財産目録）との照合し、相模国分寺の資材に欠失が生じていることから私財で弁償することを申し出たと見え、11世紀初めにはまだ相模国分寺の機能が維持されていたことがわかる。
その後、荘園制の浸透とともに国分寺の経営基盤が弱まり、元来官営の寺院であったため寺院経営が困難になっていった。そのような中、相模国分寺は崇徳天皇の御願寺として1139年に建立された成勝寺の末寺となったと見られている。成勝寺はいわゆる六勝寺のひとつとして院政期に建立された寺院であり、強い権威をバックに多くの末寺・荘園を所有した。相模国分寺も生き残りのために成勝寺の傘下に入ったものと推測される。

### 鎌倉時代
1186年、源頼朝は衰退した東海道各国の国分寺の再建を図った。そのような中、1192年に頼朝は妻の北条政子の安産のために相模国内の寺社に対して神馬を奉納し、相模国分寺でも安産の読経を行っている。
1194年、頼朝は改めて諸国国分寺の修復を命じた。その際、鎌倉幕府のお膝元である相模国分寺も修復されたと見られる。しかし、この当時の相模国分寺は寒川神社の近くにあったと推測する説もある。
1292年、国分次郎源季頼が国分尼寺に梵鐘を寄進する。これが現在国分寺の鐘楼にある重要文化財指定の梵鐘になる。梵鐘を鋳造した物部国光は、円覚寺梵鐘（国宝）を鋳造した名工である。寄進した国分家は海老名氏の一族とされ、現在の海老名市国分に居住して「国分氏」を名乗るようになったとされる。梵鐘は国分尼寺に寄進されたものであるが、相模国分寺も国分氏の庇護を受けていたものと考えられている。

### 安土桃山時代から江戸時代
鎌倉時代以降、相模国分寺は文献上に姿を見せなくなる。従って南北朝時代から室町時代にかけて、国分寺がどうなっていたかはっきりしない。ただ寺伝によれば、国分寺は再び衰微し、戦国時代には戦火のためほぼ焼失してしまい、残ったのは高台にあった薬師堂のみであったという。そのため、この薬師堂を高台の下である現在の国分寺のある場所に移し、国分寺を再興したという。
再び相模国分寺が記録に現れるのは、安土桃山時代のことである。まず1590年、豊臣秀吉の小田原征伐に際し、国分尼寺に制札を掲げた記録が残っている。続いて1591年、徳川家康は薬師堂に二石の寄進を行った。また、この時期以降の相模国分寺歴代住職の記録は残っており、安土桃山時代になって、相模国分寺の寺院としての活動が再開されたものと見られている。
その後江戸時代に入り、寛文年間に経蔵の建立を行うために勧進を行い、その結果経蔵が建てられた。1713年には薬師堂の隣に本堂が再建された。

### 明治以降
幕末になり相模国分寺は三度衰え、本堂・経蔵・山門が倒壊したという。そして1910年3月19日、古代から残った唯一の建物であった薬師堂が焼失し、多くの寺宝が失われたが、本尊の薬師如来と脇侍仏である日光菩薩・月光菩薩、そのほか堂内に安置されていた十二神将などの仏像は救い出されている。
1910年11月に仮本堂が再建された。そして1974年10月12日に本堂が落成した。そしてこれまでの本堂が老朽化したため、1994年4月24日に現在の本堂に改築された。

## 境内

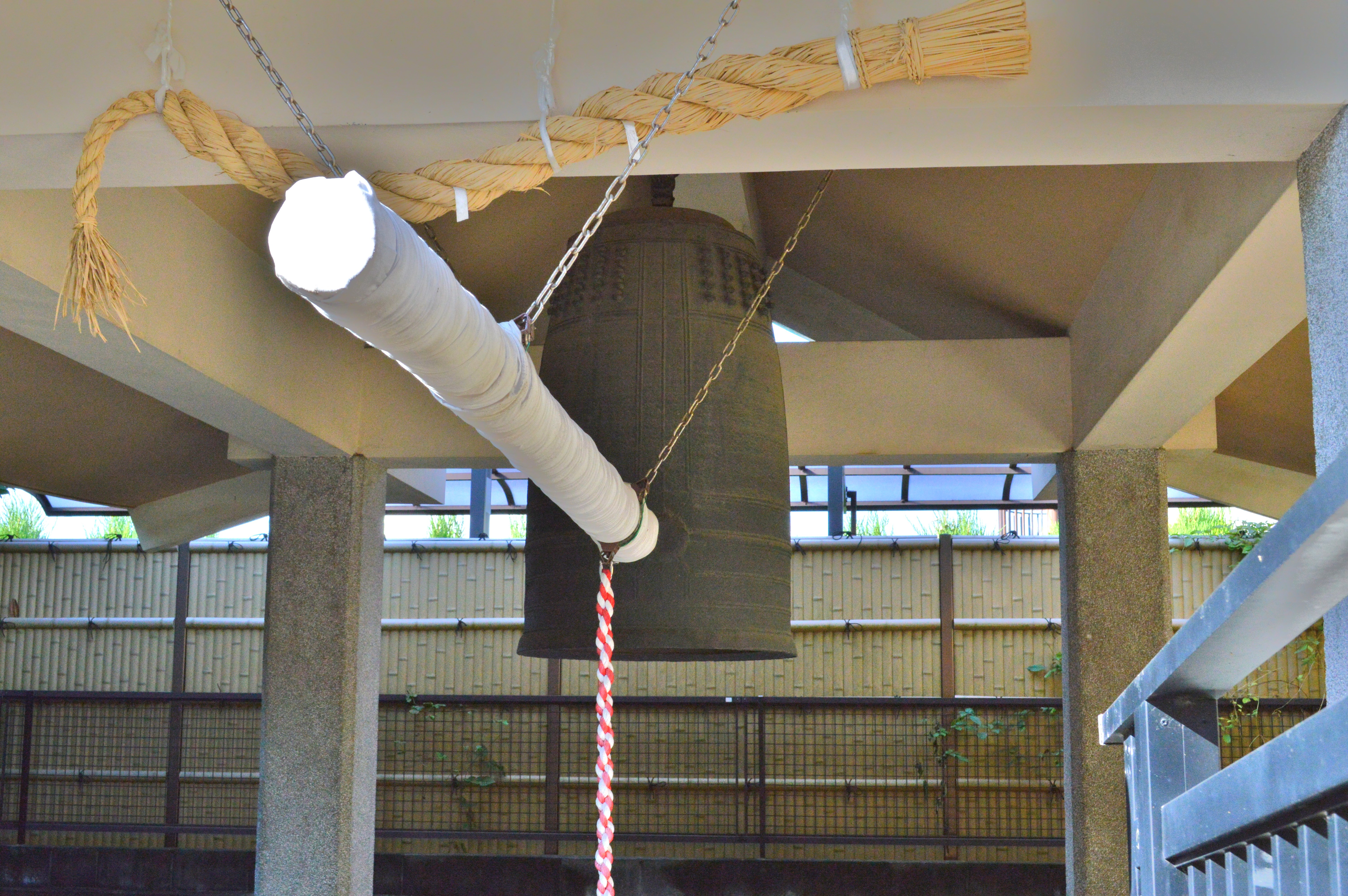
銅鐘（国の重要文化財）

現在の相模国分寺には本堂、客殿、そして鐘楼がある。本堂には本尊の薬師如来、脇侍仏として日光菩薩・月光菩薩、そして十二神将などの仏像が安置されている。
寺伝では本尊の薬師如来は行基作と伝えられているが、調査の結果では室町時代の作と推定されており、1923年の関東大震災によって大破するも、その後修繕されている。
現在の鐘楼は1976年3月に建てられたもので、鐘楼の中には重要文化財に指定されている梵鐘がある。この梵鐘には、1292年に国分次郎源季頼が国分尼寺に寄進した旨の銘が刻まれている。なお、銘によれば梵鐘の製作者は物部国光である。

## 相模国分寺跡

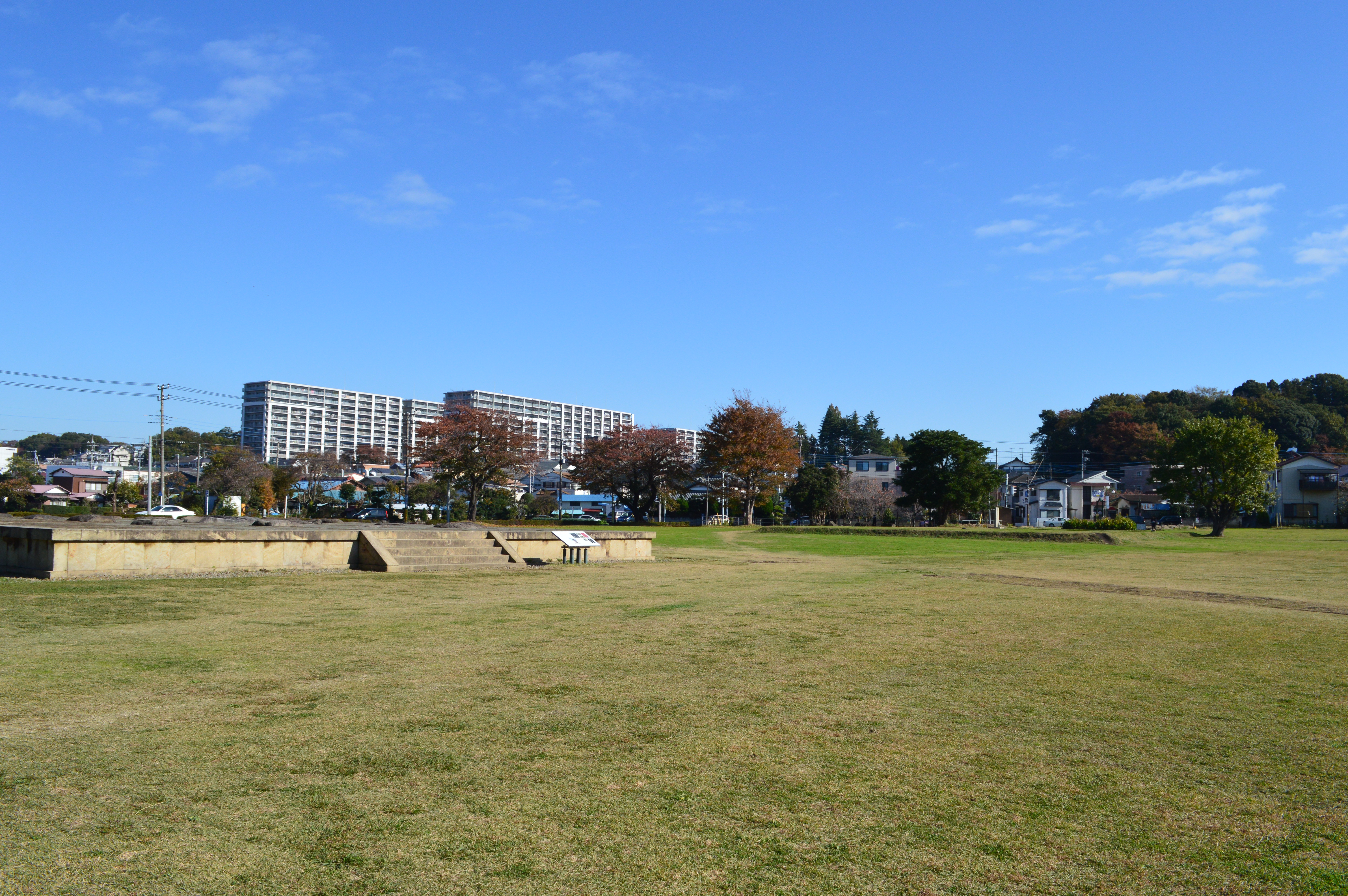
僧寺跡全景手前に塔跡、奥に金堂跡。

僧寺跡は現在の国分寺から北西に約100メートルの場所にある。伽藍を区画する区画溝から、寺域は東西240メートル・南北は300メートルと見られている。東西160メートル・南北120メートルの回廊をめぐらしており、南の中門から正面に講堂があり、右側（東側）に金堂、左側（西側）には塔を備えた法隆寺式の伽藍配置をなす。講堂と中門は長方形をした回廊で繋がっており、講堂の北側には僧坊、そして国分寺の管理運営を担った建物と見られる建物群が発見されている。
塔
まず地表を一辺29メートル、深さ1メートル掘り下げ、そこに粘土質の褐色土と黒色土を交互に突き固める版築工法で土台を造成。掘り下げた部分の版築が地表に達すると、掘り込み部分の縁から3.75メートルより内側に、やはり版築で一辺20.4メートル、高さ1.35メートルの基壇を造成。この基壇に重量が数トンから十トンという大きな礎石を16個据え、その上に一辺の長さ10.7メートル、高さ約65メートルの七重塔を建てたと見られている。なお礎石は凝灰岩の巨礫であり、材質と礫の大きさから中津川の半原周辺から運ばれた可能性が最も高い。基壇はもともと凝灰岩の切石で覆われ、塔の南側と北側に階段が作られていたが、塔は再建されており、再建後の基壇は切石ではなく玉石積みとなって階段も南側のみになったと見られる。
金堂
塔の東側にあり、塔と同じく版築工法で作られた基壇に礎石が残っており、礎石の上に金堂の建物が建っていたことがわかる。金堂も塔と同じく基壇を切石で覆っていたものと考えられていたが、2005年に行われた金堂発掘の結果、石積みであったことが判明した。また、金堂の建物内に幅2.2メートルの高まりが存在した。これは須弥壇であったと見られていたが、やはり2005年に行われた金堂発掘の結果、高まりは須弥壇ではなく、後世相模国分寺跡が畑地として耕作されていた際に耕作されずに残された場所であったことが判明した。
講堂
塔と金堂の中間線の北側に位置する。やはり版築工法で作られた基壇の上に建物が建てられた。そして塔と金堂を囲むように講堂と中門を繋ぐ回廊があった。また塔の北西側には鐘楼跡、そして金堂の北側には経蔵跡と見られる建物も発見されている。
僧坊
講堂の北側に位置する。僧坊跡の北側には国分寺の維持管理を担っていたと思われる建物群が発見されている。
相模国分寺跡に礎石が残っていることは江戸時代から知られており、1841年の『新編相模国風土記稿』には、相模国分寺跡の礎石跡の記録が載せられている。1903年に礎石の調査が行われたのを皮切りに調査が続けられ、1918年から二年間をかけて神奈川県の補助金を受けて海老名村役場が相模国分寺跡の保存整備を行った。そして1921年3月3日には全国の国分寺跡としては初の史跡に指定された。
戦後、周辺の宅地開発などの開発が進められる中、1965年から1967年にかけて海老名町と神奈川県の合同調査が行われ、続いて1986年から1991年にかけて範囲を広げて発掘が行われた。そして2003年から2006年にかけて、これまで未調査の地域や再調査が必要な地域の発掘が行われた。また1989年度からは、相模国分寺跡の遺跡の保存整備事業が行われており、現在は相模国分寺跡歴史公園となっている。

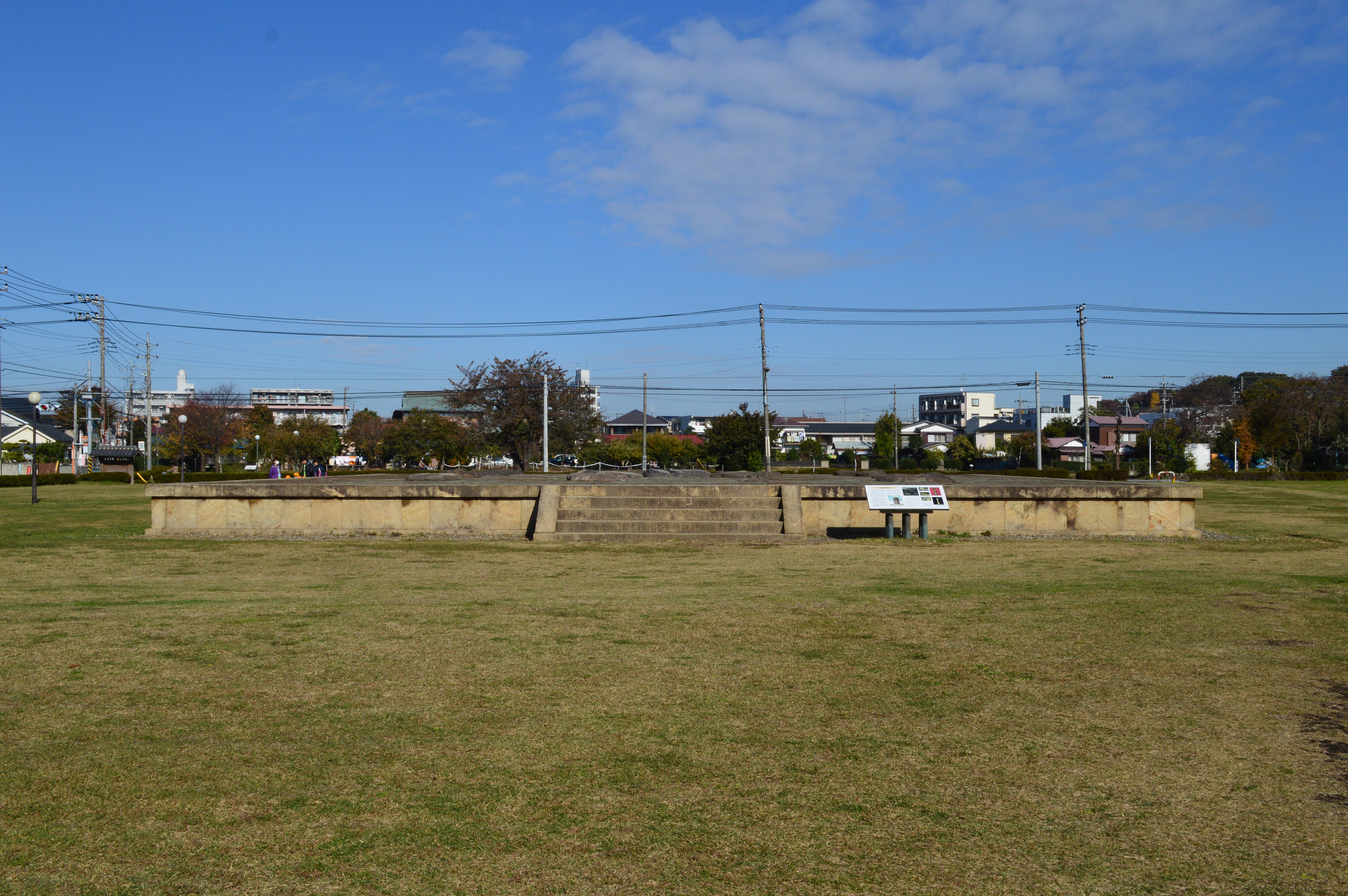
塔跡
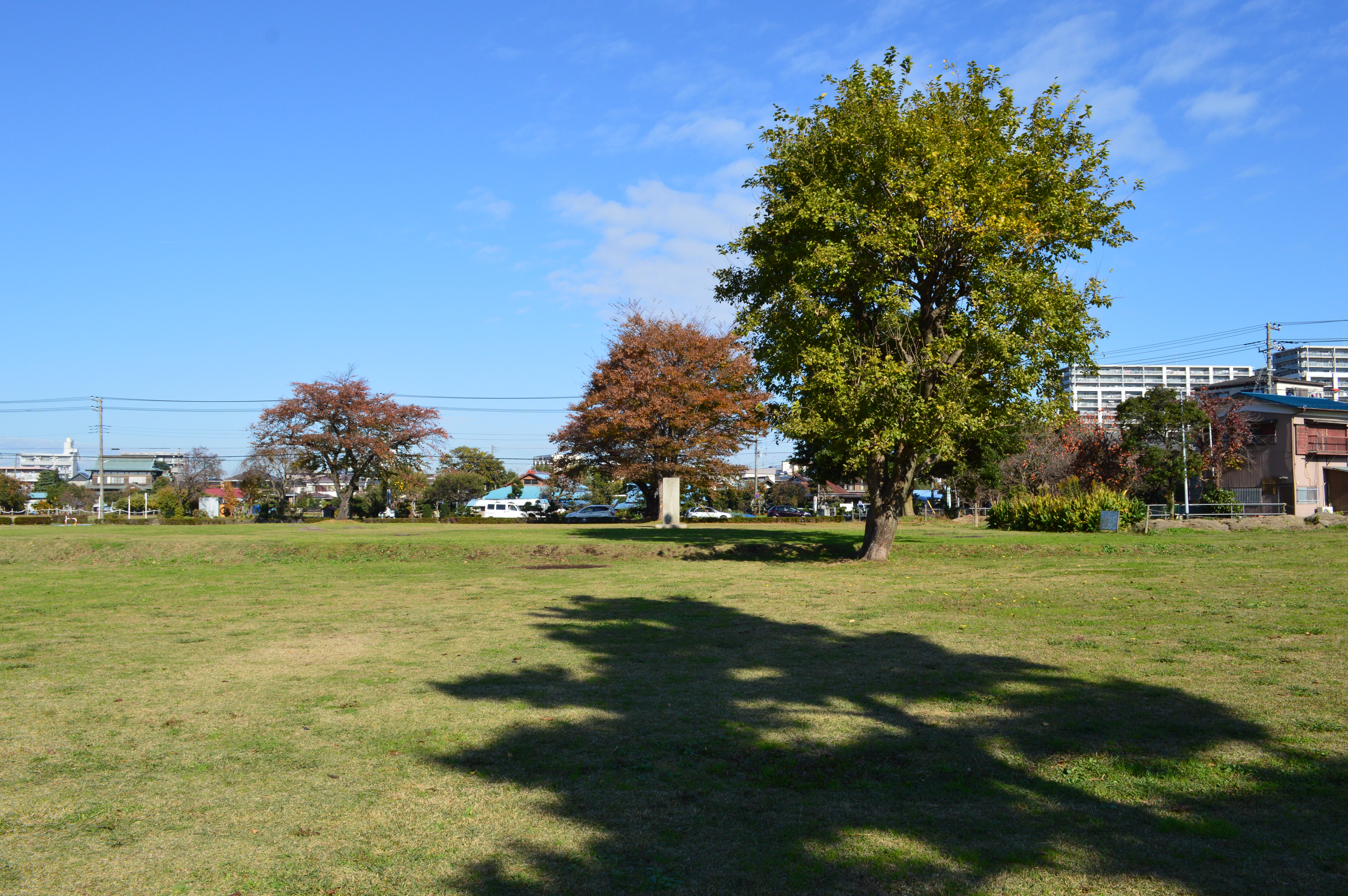
金堂跡
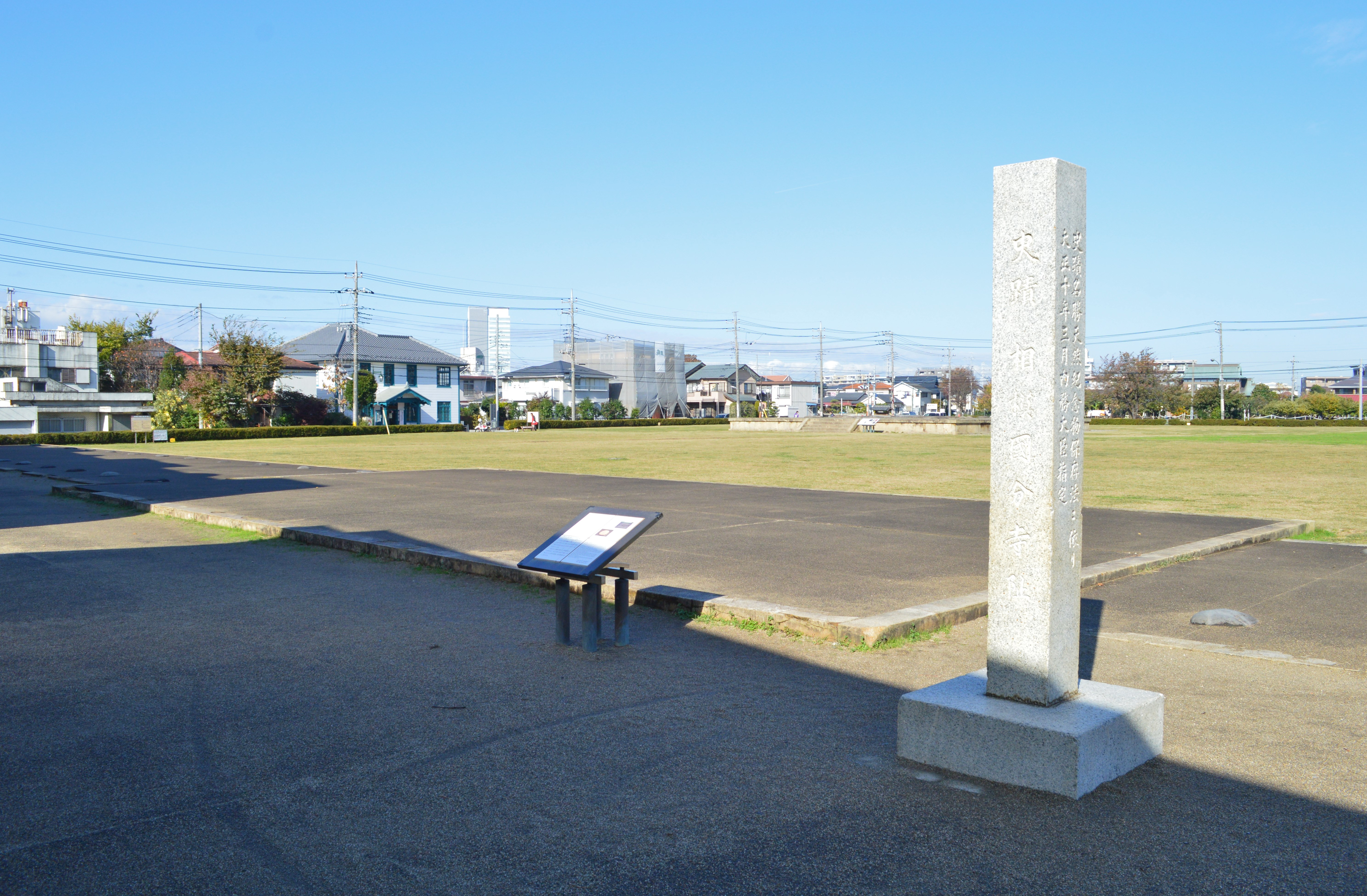
中門跡
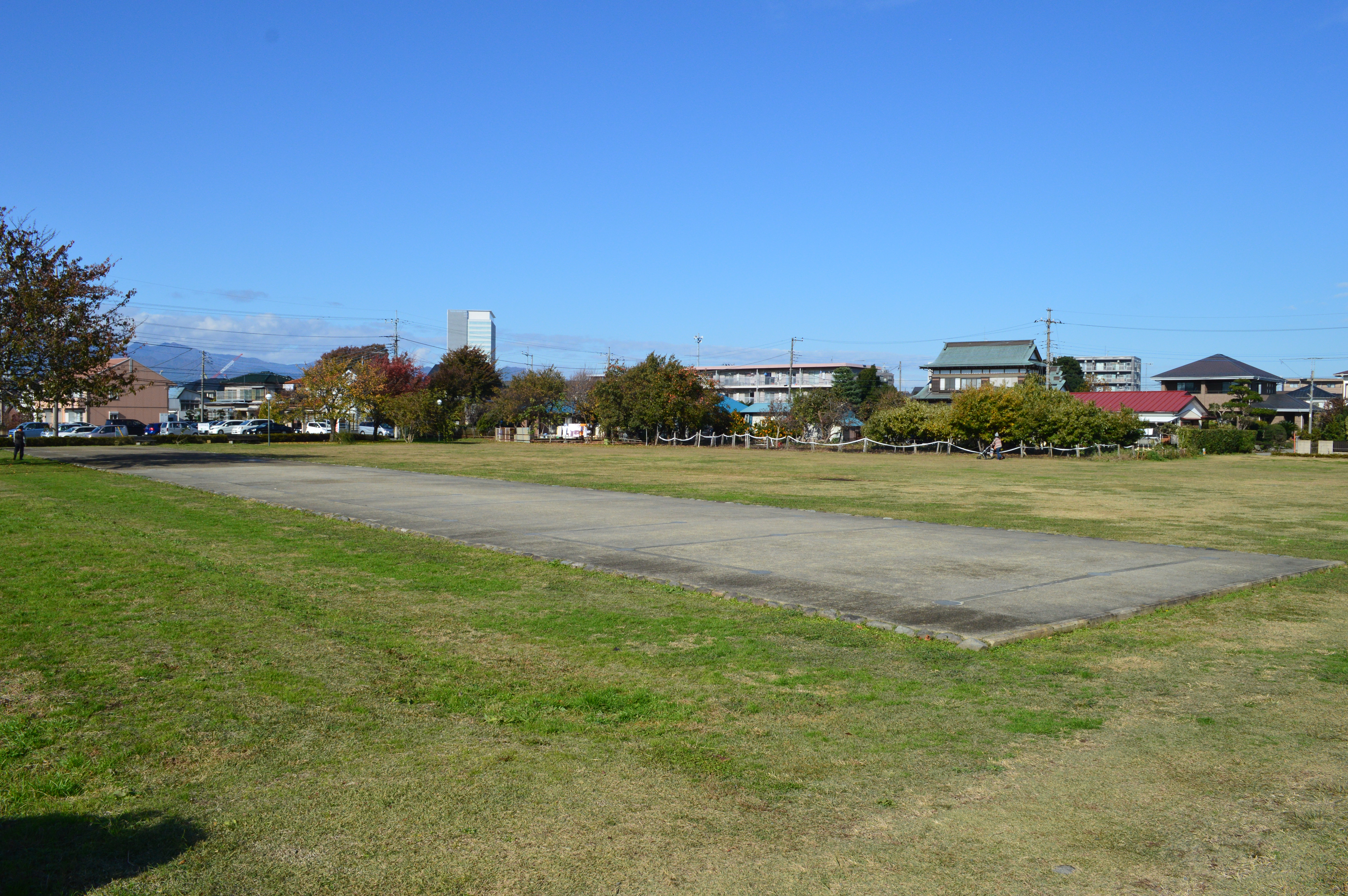
僧坊跡

CGによる復元
調査成果から、CGにより創建当時の姿が復元されている（企画：海老名市・海老名市教育委員会、制作：湘南工科大学）。

## 相模国分尼寺跡

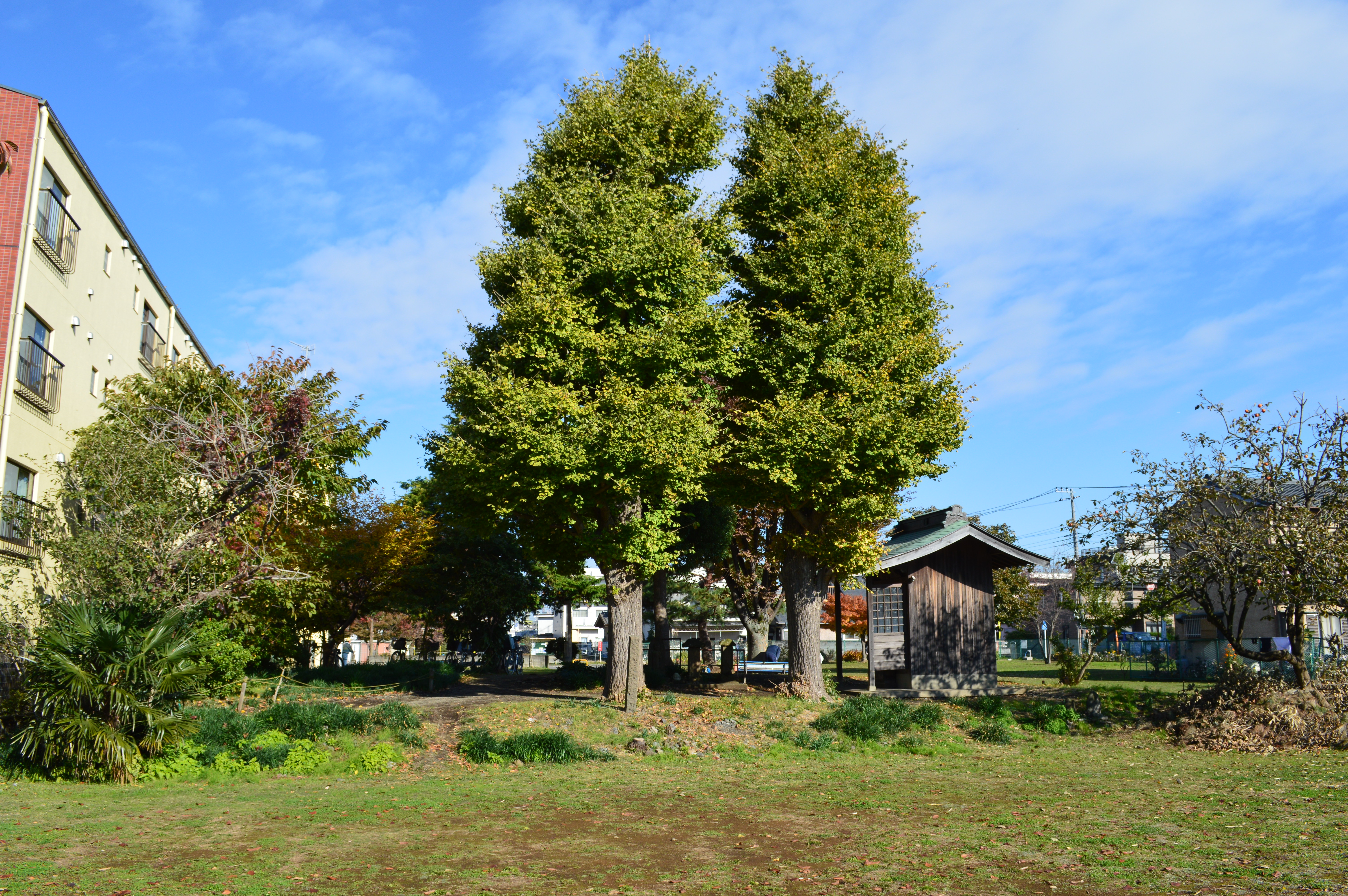
尼寺跡の金堂基壇

尼寺跡は僧寺跡の北、約500メートルのところにある。国分寺同様に伽藍を囲む区画溝から、寺域は175-200メートル四方と見られている。伽藍配置は国分寺とは異なり、中門・金堂・講堂が南北一直線に配置されている。金堂から講堂へ向かって石敷きの通路があり、金堂の北西側には鐘楼、北東側には経蔵があった。また中門と講堂を繋ぐ長方形の回廊があった。
金堂は当初、版築工法による基壇に礎石を置き、その上に瓦葺の建物が建てられていたのが、その後掘立柱の茅葺の建物になったことが確認されている。また基壇そのものの当初は凝灰岩の切石で覆われていたのが、後には石積みのものへと変わっている。
国分尼寺については1918年から1920年にかけて礎石などの調査が行われ、1988年から現在まで断続的に調査が続けられている。相模国分尼寺は発掘によってその概要が明らかになり、律令制下において整備された仏教寺院の貴重な遺構であることが評価され、1997年4月3日に伽藍域の一部が国の史跡に指定された。なお相模国分尼寺跡も相模国分寺跡と同じく、歴史公園として整備される予定である。

## 関係地

### 上の台廃寺（伝薬師堂）
上の台廃寺は、国分寺跡の南東約150メートル、現在の相模国分寺の裏手にあたる丘陵地にあった寺院跡。近年の開発などで本格的な発掘調査が行われることなく失われてしまった遺跡であるが、わずかに瓦などの遺物が残されている。
1963年にわずかに行われた調査などから、相模国分寺の塔跡と同じような礎石跡があったことがわかっており、かなりの規模の寺院があったのではないかと推定されている。そのため上の台廃寺は、878年の地震とそれに伴う火災後、相模国分寺が再建されたものとの説もある。
上の台廃寺のあった場所には、かつて薬師堂と呼ばれる建物があったと言われている。薬師堂は戦火や災害によって失われることなく古代のままの建物が残っていたと伝えられており、多くの貴重な寺宝、例えば聖武天皇の宸筆との伝承のあった「金光明四天王護国之寺」と書かれた額が遺されていたといわれている。薬師堂はやがて現在の国分寺がある場所に移築され、現在の国分寺の基となったとされるが、1910年の火災によって焼失した。

### 逆川

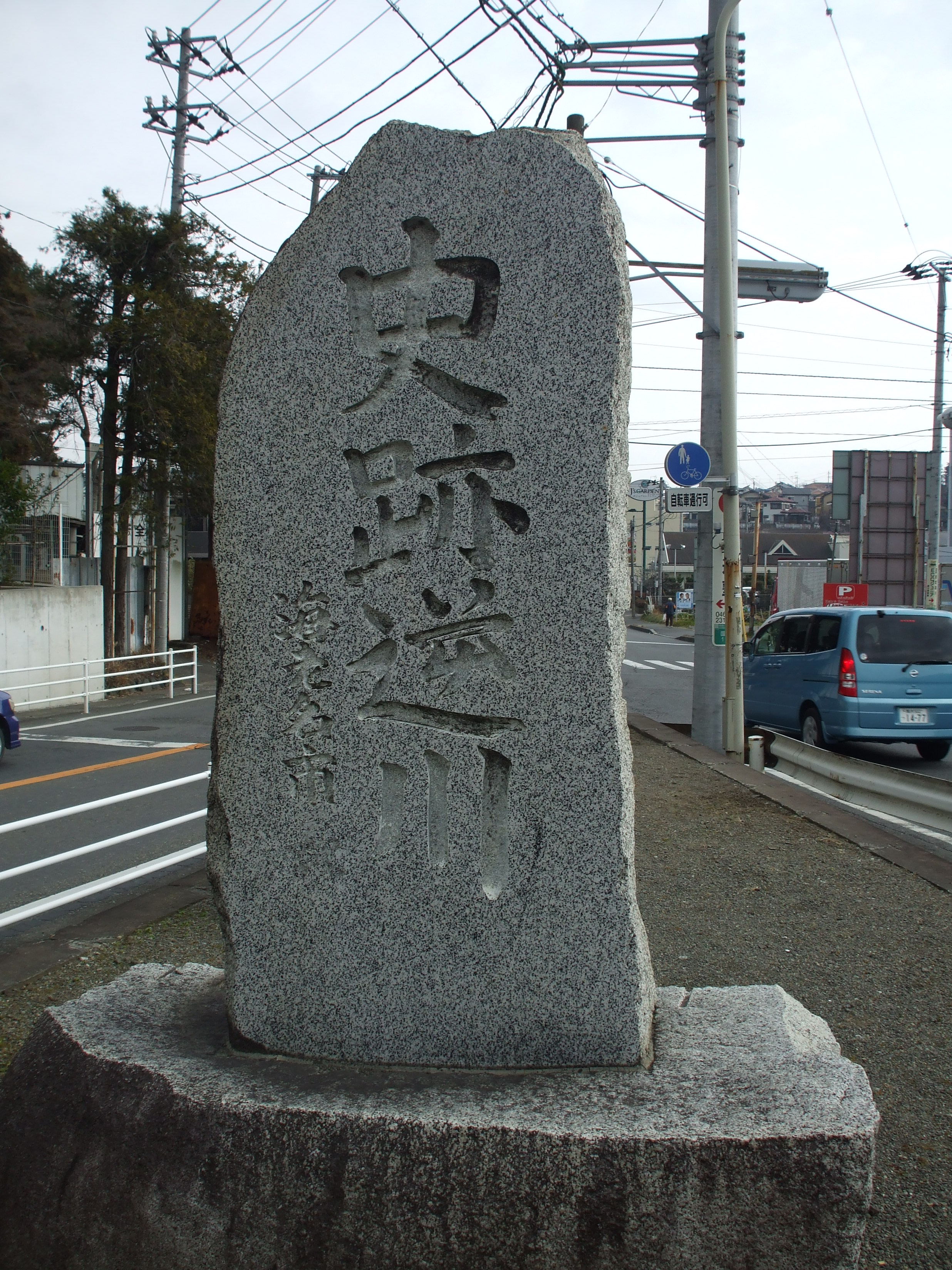
逆川跡碑

逆川は、かつて相模国分寺と相模国分尼寺の中間を流れていた運河。逆川は目久尻川から分水して、国分寺と国分尼寺の間を南東から北西側へと流れ、それから相模川東側の平野部の水路の1つとなっていた。
1949年頃に樋口清之らが発掘調査を行い、逆川は奈良時代に造られた運河で、国分寺と国分尼寺の中間付近には船着場とみられる遺構があり、平安時代中期には運河としての機能を失ったとした。その後1990年に行われた発掘の結果、やはり逆川は奈良時代に掘られた運河であり、国分寺と国分尼寺が衰えて寺院として機能しなくなった平安時代中期以降、運河としての機能を失った可能性が高いことが判明している。

## 文化財

### 重要文化財（国指定）
- 銅鐘（工芸品） - 鎌倉時代、正応5年（1292年）。大正12年8月4日指定[28]。

### 国の史跡
- 相模国分寺跡 - 大正10年3月3日指定[29]。
- 相模国分尼寺跡 - 平成9年4月3日指定、平成20年3月28日追加指定[30]。

## 現地情報
所在地
- 国分寺（現）：神奈川県海老名市国分南1丁目25番38号
- 国分寺跡：神奈川県海老名市国分南（北緯35度27分15.56秒 東経139度23分52.31秒 / 北緯35.4543222度 東経139.3978639度）
- 国分尼寺跡：神奈川県海老名市国分北（北緯35度27分35.29秒 東経139度23分53.08秒 / 北緯35.4598028度 東経139.3980778度）

周辺

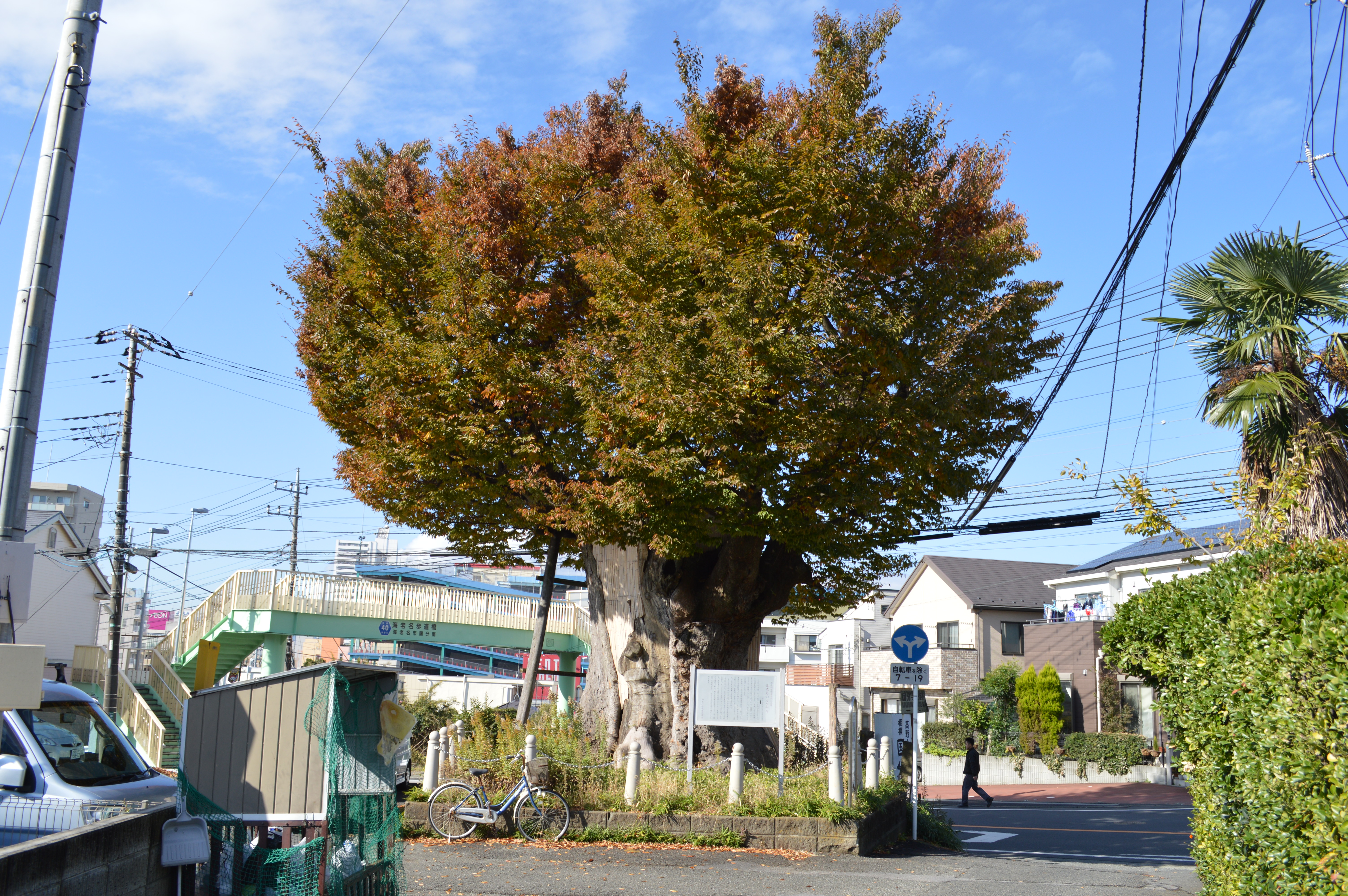
海老名の大ケヤキ（神奈川県指定天然記念物）

- 海老名市温故館（海老名市立郷土資料館） - 国分寺跡の発掘出土品を展示。
- 海老名中央公園 - 国分寺七重塔の復元模型（3分の1スケール）を展示。
- 海老名の大ケヤキ - 神奈川県指定天然記念物。現国分寺の参道入り口に位置。